# 梁穎敏
梁穎敏（英語：Bonnie Leung Wing Man，1987年—），前香港東區區議會康怡選區議員、公民黨黨員。

## 政治生涯
梁穎敏曾是梁家傑的立法會議員辦事處助理。
2015年區議會選舉，當時人口估算約14,724人，其中有8,230位是選民。選區議席由公民黨梁穎敏與新民黨洪龍荃及「疑似假傘兵」新青年聯盟的黃寶兒爭奪，原任公民黨議員陳啟遠交棒予梁穎敏，新民黨派出新人洪龍荃、最後梁穎敏以不足100票之差擊退洪龍荃成功接棒。
其後梁穎敏因健康理由放棄連任，至2019年區議會選舉成功交棒予黨友魏志豪。